# Pseudoteleclita
Pseudoteleclita är ett släkte av fjärilar. Pseudoteleclita ingår i familjen tandspinnare.
Kladogram enligt Catalogue of Life:
| Pseudoteleclita | \| \| Pseudoteleclita centristicta \| \| \| \| \| \| Pseudoteleclita flavisticta \| \| \| \| |
|                 | \| \| Pseudoteleclita centristicta \| \| \| \| \| \| Pseudoteleclita flavisticta \| \| \| \| |
|                 | Pseudoteleclita centristicta                                                                 |
|                 |                                                                                              |
|                 | Pseudoteleclita flavisticta                                                                  |
|                 |                                                                                              |